# Liste der Kulturdenkmale in Hirschberg (Saale)
Die Liste der Kulturdenkmale in Hirschberg (Saale) umfasst die als Einzeldenkmale, Bodendenkmale und Denkmalensembles erfassten Kulturdenkmale auf dem Gebiet der Stadt Hirschberg im thüringischen Saale-Orla-Kreis (Stand: August 2022). Die Angaben in der Liste ersetzen nicht die rechtsverbindliche Auskunft der zuständigen Denkmalschutzbehörde.

## Legende
- Bild: zeigt ein Bild des Kulturdenkmals und gegebenenfalls einen Link zu weiteren Fotos des Kulturdenkmals im Medienarchiv Wikimedia Commons
- Bezeichnung: Name, Bezeichnung oder die Art des Kulturdenkmals
- Lage: Wenn vorhanden Straßenname und Hausnummer des Kulturdenkmals; Grundsortierung der Liste erfolgt nach dieser Adresse. Der Link Karte führt zu verschiedenen Kartendarstellungen und nennt die Koordinaten des Kulturdenkmals.
 Kartenansicht, um Koordinaten zu setzen – in dieser Kartenansicht sind Kulturdenkmale ohne Koordinaten mit einem roten bzw. orangen Marker dargestellt und können in der Karte gesetzt werden. Kulturdenkmale ohne Bild sind mit einem blauen bzw. roten Marker gekennzeichnet, Kulturdenkmale mit Bild mit einem grünen bzw. orangen Marker.
- Datierung: gibt das Jahr der Fertigstellung beziehungsweise das Datum der Erstnennung oder den Zeitraum der Errichtung an
- Beschreibung: bauliche und geschichtliche Einzelheiten des Kulturdenkmals, vorzugsweise die Denkmaleigenschaften
- ID: Die ID identifiziert das Kulturdenkmal eindeutig. In Thüringen sind aktuell keine IDs veröffentlicht. In der ID-Spalte kann sich auch folgendes Icon  befinden, dies führt zu Angaben zu diesem Kulturdenkmal bei Wikidata.

## Denkmalensembles nach Ortsteilen

### Hirschberg
| Bild                                    | Bezeichnung                                | Lage                     | Datierung | Beschreibung                                                    | ID |
| --------------------------------------- | ------------------------------------------ | ------------------------ | --------- | --------------------------------------------------------------- | -- |
| weitere Bilder Fotos hochladen          | Denkmalensemble „Schlossanlage Hirschberg“ | Alte Allee (Karte)       |           |                                                                 |    |
| Direkt Bild zu diesem Denkmal hochladen | Bauliche Gesamtanlage „Hofer Straße 1–7“   | Hofer Straße 1–7         |           |                                                                 |    |
| Direkt Bild zu diesem Denkmal hochladen | Denkmalensemble „Jägerstraße“              | Jägerstraße 20-22, 24-26 |           | Wohnsiedlung der ehemaligen Lederfabrik                         |    |
| Direkt Bild zu diesem Denkmal hochladen | Denkmalensemble „Marktstraße“              | Marktstraße              |           | zur Streichung empfohlen (DDR-Liste)                            |    |
| Fotos hochladen                         | Denkmalensemble „Uferstraße“               | Uferstraße 2, 8 (Karte)  |           | Manufaktur- u. Kontorgeb., Angestelltenwohn., Nebengeb., Areal. |    |

## Kulturdenkmale nach Ortsteilen

### Göritz
| Bild                                    | Bezeichnung                     | Lage       | Datierung | Beschreibung | ID |
| --------------------------------------- | ------------------------------- | ---------- | --------- | ------------ | -- |
| Direkt Bild zu diesem Denkmal hochladen | Reste der ehemaligen Gutsanlage | Göritz 30b |           |              |    |

### Hirschberg
| Bild                                    | Bezeichnung                                                                         | Lage                                 | Datierung | Beschreibung                                            | ID |
| --------------------------------------- | ----------------------------------------------------------------------------------- | ------------------------------------ | --------- | ------------------------------------------------------- | -- |
| weitere Bilder Fotos hochladen          | Schlosshaupt- und Wirtschaftsgebäude                                                | Alte Allee 5 (Karte)                 |           | auch Bestandteil des Denkmalensembles „Schlossanlage“   |    |
| weitere Bilder Fotos hochladen          | Wirtschafts- und Stallgebäude                                                       | Alte Allee 3 (Karte)                 |           | auch Bestandteil des Denkmalensembles „Schlossanlage“   |    |
| BW                                      | Wirtschaftsgebäude                                                                  | Alte Allee 1 (Karte)                 |           | auch Bestandteil des Denkmalensembles „Schlossanlage“   |    |
| BW                                      | Wohnhaus                                                                            | Bahnhofstraße 14 (Karte)             |           |                                                         |    |
| BW                                      | Villa                                                                               | Gerberstraße 2 (Karte)               |           |                                                         |    |
| Fotos hochladen                         | Villa mit Nebengebäude und Grundstück „Villa-Knoch“                                 | Gerberstraße 16 (Karte)              |           |                                                         |    |
| weitere Bilder Fotos hochladen          | Kulturhaus (ehemaliges Kulturhaus der Lederfabrik)                                  | Gerberstraße 17 (Karte)              |           |                                                         |    |
| BW                                      | Wohnhaus mit Hofgebäude (sog. Kernsches Haus) im Kreuzungsbereich                   | Karl-Liebknecht-Straße 1 (Karte)     |           |                                                         |    |
| BW                                      | ehemalige Lohmühle                                                                  | Karl-Liebknecht-Straße 2 (Karte)     |           |                                                         |    |
| BW                                      | Stallgebäude der ehemaligen Lederfabrik für Gütertransport – Pferdewagen            | Karl-Liebknecht-Straße 3 (Karte)     |           |                                                         |    |
| BW                                      | Wohnhaus – ehemalige Schule                                                         | Karl-Liebknecht-Straße 6 (Karte)     |           |                                                         |    |
| BW                                      | älteres Gerbereigebäude                                                             | Karl-Liebknecht-Straße 10 (Karte)    |           |                                                         |    |
| weitere Bilder Fotos hochladen          | Kirche                                                                              | Kirchplatz (Karte)                   |           |                                                         |    |
| Direkt Bild zu diesem Denkmal hochladen | Erbbegräbnis der Familie Knoch                                                      | Lobensteiner Straße (o.Nr.) Friedhof |           |                                                         |    |
| weitere Bilder Fotos hochladen          | Rathaus                                                                             | Marktstraße 2 (Karte)                |           | auch Bestandteil des Denkmalensembles „Marktstraße“     |    |
| BW                                      | Wohn- und Geschäftshaus                                                             | Marktstraße 10 (Karte)               |           |                                                         |    |
| BW                                      | Wohn- und Geschäftshaus                                                             | Marktstraße 20 (Karte)               |           |                                                         |    |
| BW                                      | Freibad                                                                             | Mühlhölzchen 4 (Karte)               |           |                                                         |    |
| weitere Bilder Fotos hochladen          | ehemaliges Verwaltungsgebäude Lederfabrik, Museum für Gerberei- und Stadtgeschichte | Saalgasse 2 (Karte)                  |           |                                                         |    |
| Direkt Bild zu diesem Denkmal hochladen | Wallanlage auf Schloßberg                                                           | Alte Allee – gesamte Schlossanlage   |           | Bodendenkmal; Wehranlage, mittelalterliche Befestigung. |    |

### Sparnberg
| Bild                                    | Bezeichnung                | Lage                                    | Datierung | Beschreibung | ID |
| --------------------------------------- | -------------------------- | --------------------------------------- | --------- | ------------ | -- |
| weitere Bilder Fotos hochladen          | Kirche mit Ausstattung     | Ortsstraße (Karte)                      |           |              |    |
| Direkt Bild zu diesem Denkmal hochladen | Grabmal für 2 KZ-Häftlinge | Ortsstraße                              |           |              |    |
| weitere Bilder Fotos hochladen          | Burgruine                  | Ortsstraße (Karte)                      |           |              |    |
| weitere Bilder Fotos hochladen          | Burg Sparnberg             | (Karte)                                 |           | Bodendenkmal |    |
| BW                                      | Steinkreuz                 | gegenüber Haus Ortsstraße Nr. 2 (Karte) |           | Bodendenkmal |    |

### Ullersreuth
| Bild                           | Bezeichnung            | Lage               | Datierung | Beschreibung | ID |
| ------------------------------ | ---------------------- | ------------------ | --------- | ------------ | -- |
| weitere Bilder Fotos hochladen | Kirche mit Ausstattung | Ortsstraße (Karte) | 1761      |              |    |

### Venzka
Keine denkmalgeschützten Objekte.